# Ropalopus macropus
Ropalopus macropus là một loài bọ cánh cứng trong họ Cerambycidae.

## Hình ảnh

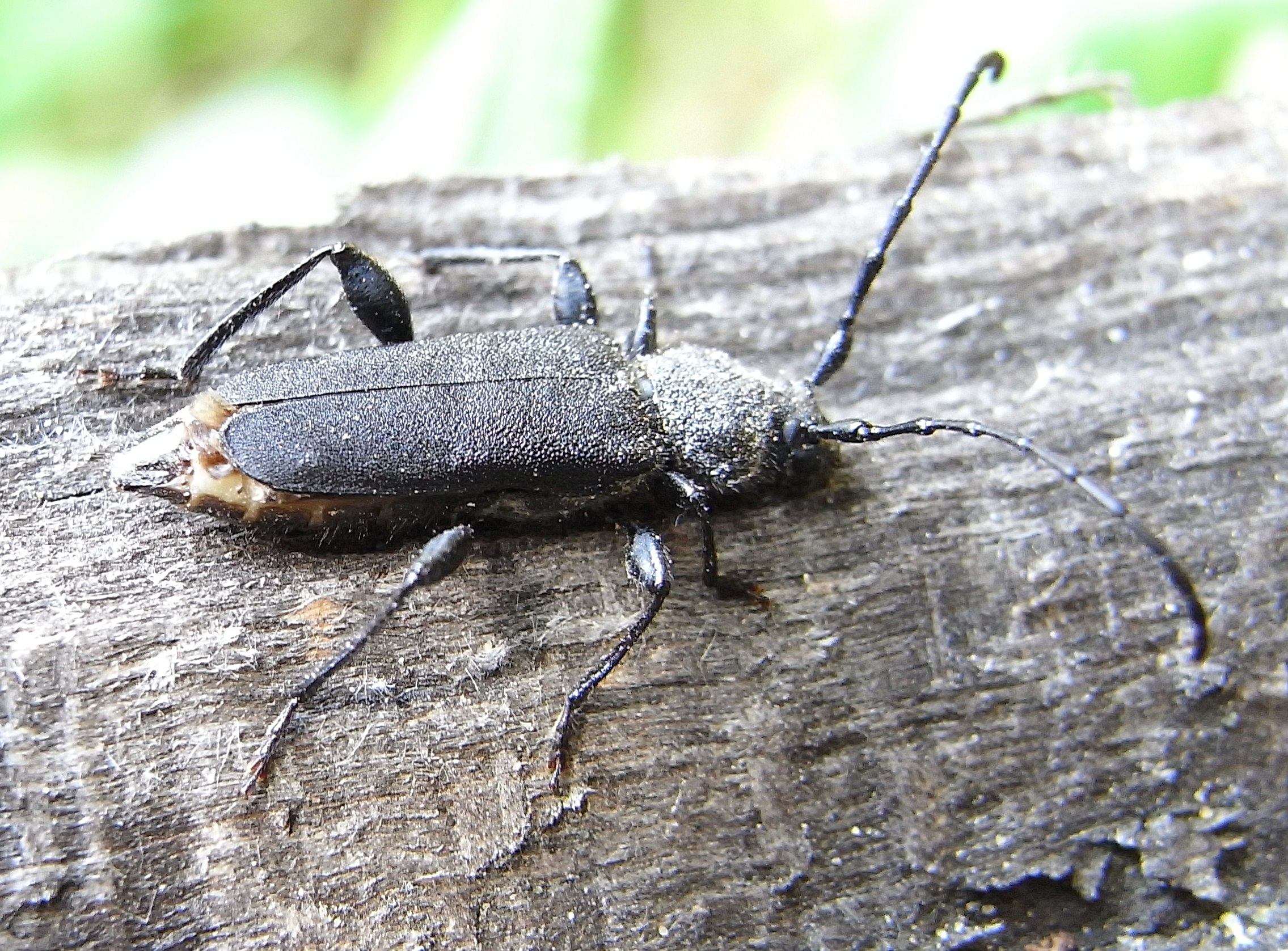
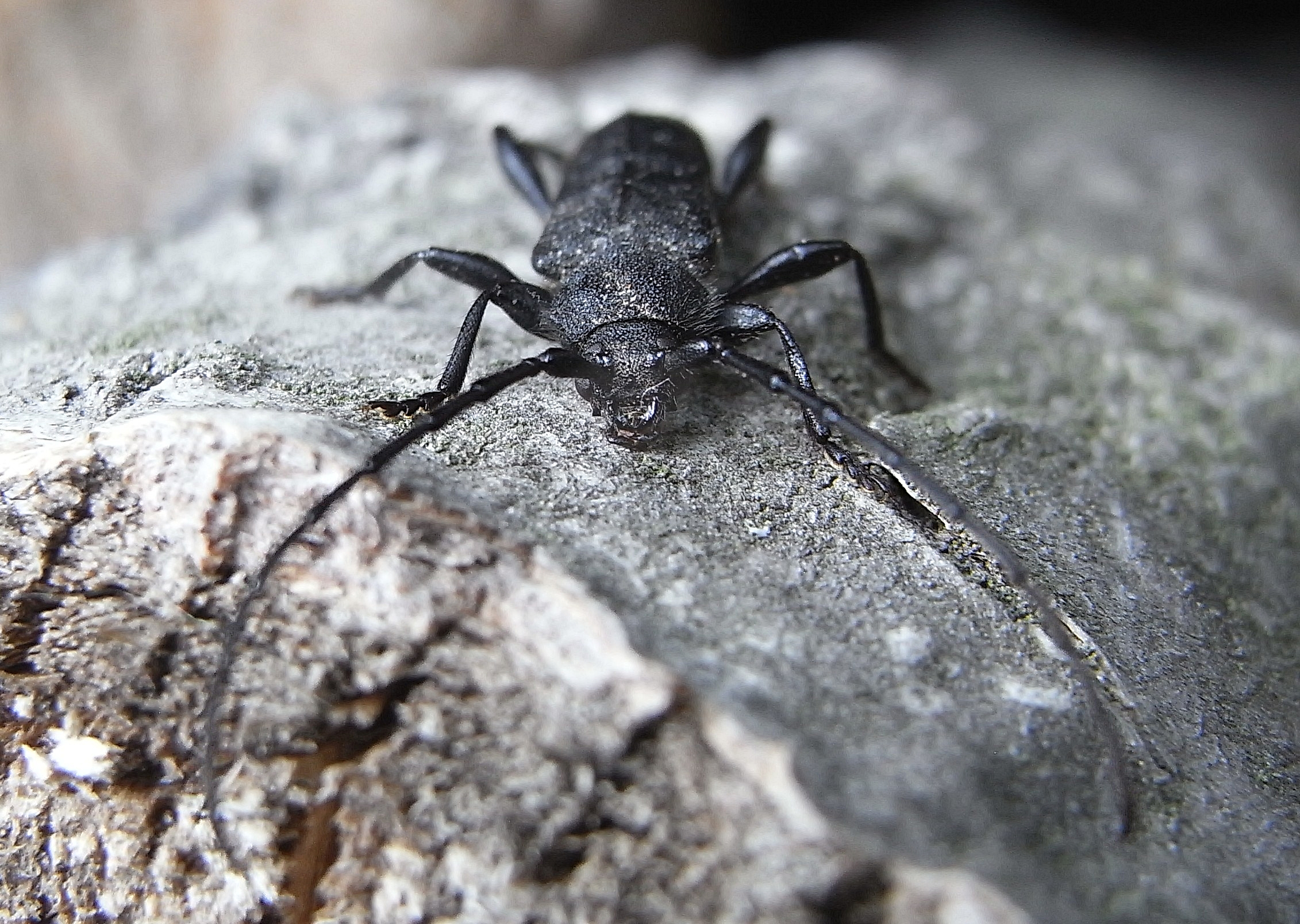
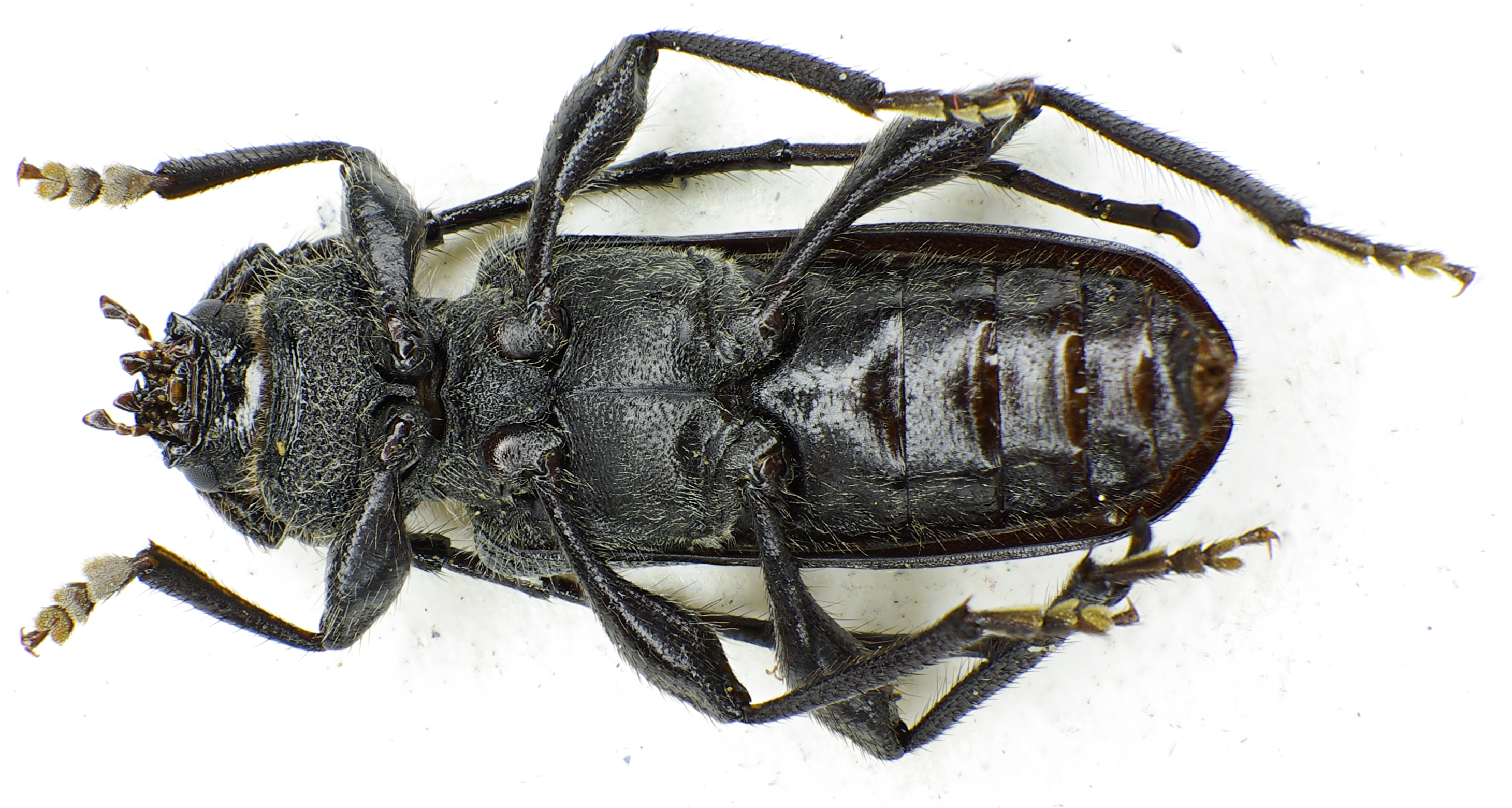
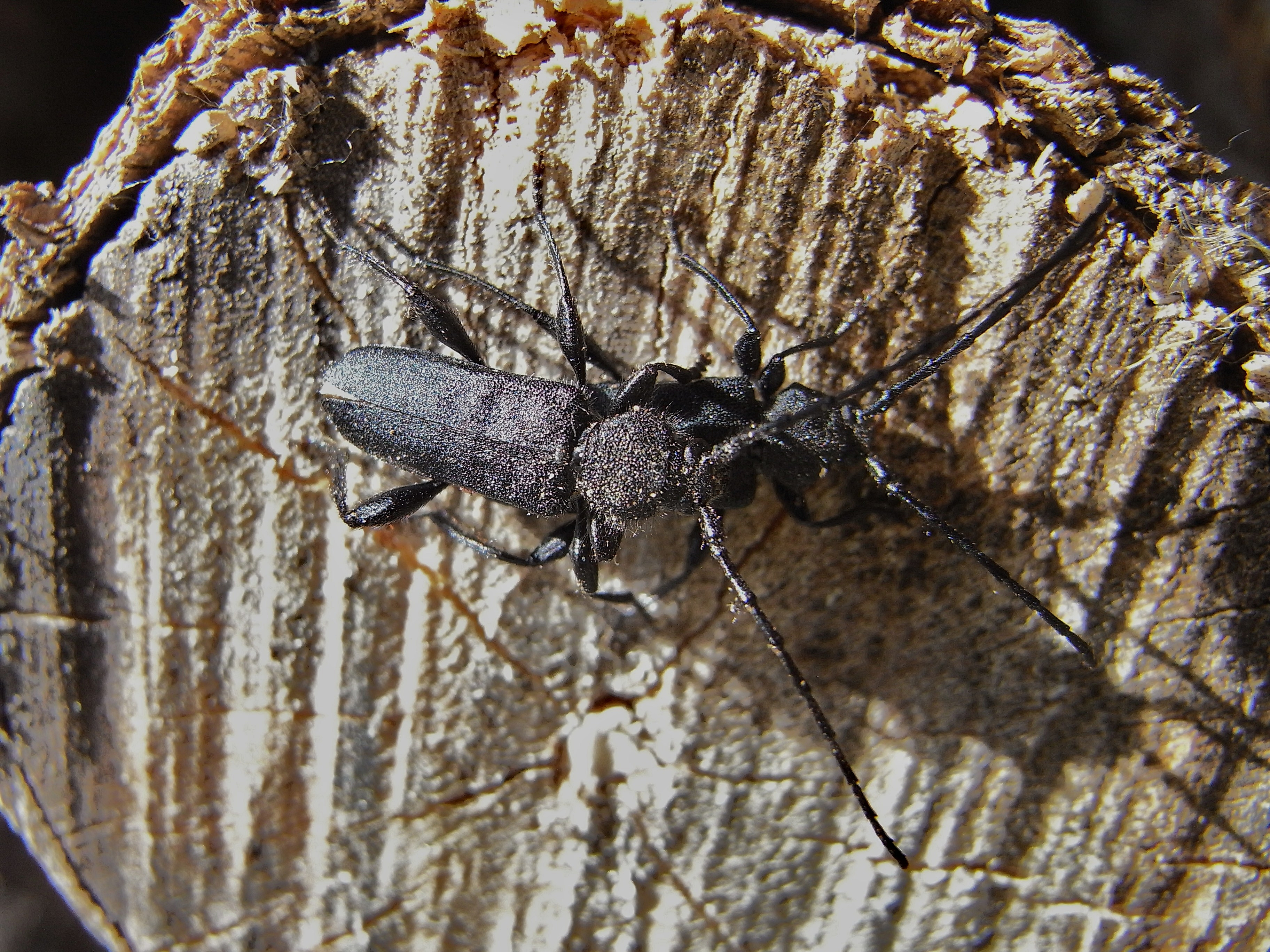